# Byzantium (film)
Byzantium is een fantasy-thrillerfilm uit 2012. 

## Verhaal
Clara en haar tienerdochter Eleanor arriveren in een vervallen badplaats aan zee. Toevallig ontmoeten ze Noël, die hen een plek aanbiedt in Byzantium, een pension dat hij onlangs heeft geërfd. Eleanor raakt bevriend met de dodelijk zieke kelner Frank, aan wie zij toevertrouwt wie ze werkelijk is. Ze vertelt hem dat zij en haar moeder vampieren zijn die hebben gebroken met de beginselen van hun groep en nu op de vlucht zijn voor andere wraakzuchtige bloeddrinkers. Op een dag komt Frank er tot zijn verbazing achter dat het ongeloofwaardige verhaal van het meisje niet verzonnen is. 

## Rolverdeling
- Saoirse Ronan als Eleanor Webb
- Gemma Arterton als Clara Webb
- Sam Riley als Midshipman Darvell
- Jonny Lee Miller als Captain Ruthven
- Daniel Mays als Noel
- Caleb Landry Jones als Frank
- Maria Doyle Kennedy als Morag
- Warren Brown als Gareth
- Thure Lindhardt als Werner
- Barry Cassin als Robert Fowlds
- David Heap
- Ruby Snape als Wendy
- Glenn Doherty als Steve
- Uri Gavriel als Savella
- Kate Ashfield als Gabi
- Jeff Mash als Mark